# STS-51
是历史上第五十六次航天飞机任务，也是發現號太空梭的第十七次太空飞行。

## 任务成员
- 弗兰克·库尔伯特森（Frank L. Culbertson，曾执行、以及任务），指令长
- 威廉·里迪（William F. Readdy，曾执行、以及任务），飞行员
- 詹姆斯·纽曼（James H. Newman，曾执行、以及任务），任务专家
- 丹尼尔·博斯奇（Daniel W. Bursch，曾执行、以及任务），任务专家
- 卡尔·瓦兹（Carl E. Walz，曾执行、以及任务），任务专家